# النساء في هاواي

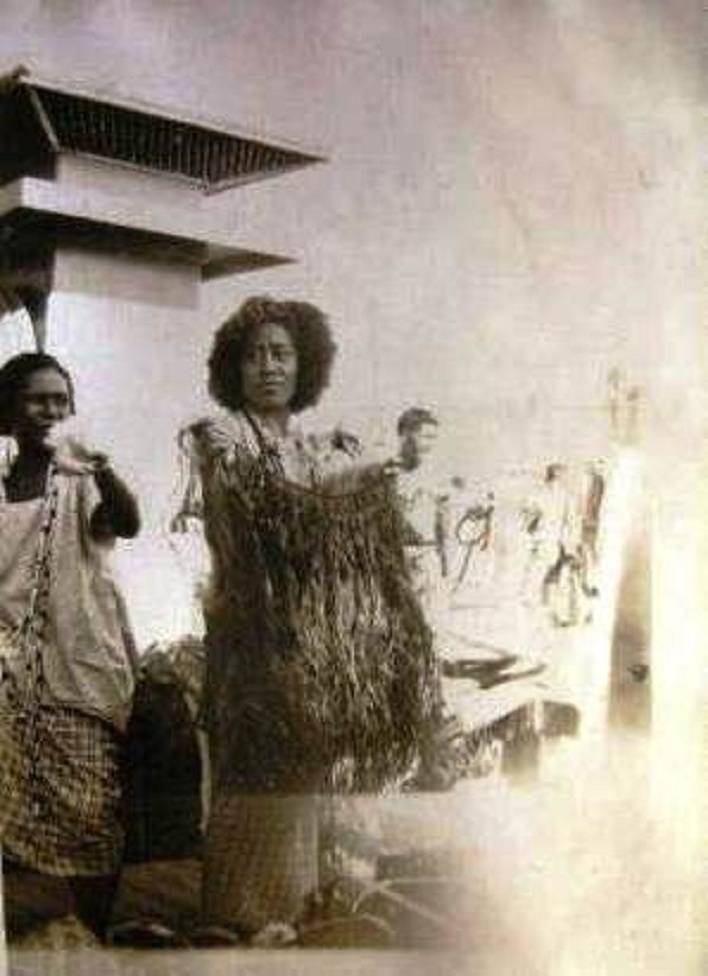
نساء هاواي أصليات يبيعن سلعًا في ميناء هونولولو في عام 1920.

تعيش النساء في هاواي في جزيرة هاواي وهن مواطنات في الولايات المتحدة. تنحدر نساء هاواي من البولينيزيين الذين هاجروا من جزيرتين منفصلتين، جزر ماركيساس وتاهيتي. بشكل عام، فإن نساء هاواي بني البشرة بشعر أسود مستقيم إلى مجعد. تشبه ملامح أجسامهم ولغتهم الأم تلك الخاصة بشعب الماوري في نيوزيلندا.
لقد عملت ثقافة هاواي منذ البداية على تمكين قدرات النساء. تشرح الهتاف في هاواي كوموليبو كيف كانت النساء الأوائل. يعود تكوين جزر هاواي حتى إلى الإلهة: قصة حفر النار في بيليه: حيث أنشأت كاوي إلى جزر هاواي. تشبه لغة هاواي لغة نيوزيلندا الماوري.

## أدوار النساء في هاواي
عندما وصل المبشرون الجدد من نيو إنجلاند في عشرينيات القرن التاسع عشر، وصفوا نساء هاواي على أنهم نساء كسالى لأنهن صدمن بما اعتبرنهن النساء المثاليات. في هذا الوقت كانت النساء في هاواي ميزة بسبب تقسيم العمل. تم وصف الرجال بأنهم مسؤولون عن العمل الشاق و الصيد والزراعة. على عكس الثقافات التقليدية، كان الرجال في هاواي مسؤولين عن الطهي بينما كانت النساء يصنعن الحصير واللحاء. كانت النساء مسئولات عن رعاية الأطفال وجمع المحار. في وقت فراغهم، قضوا في السباحة وركوب الأمواج، ومباريات الملاكمة، والعديد من الألعاب التقليدية الأخرى.

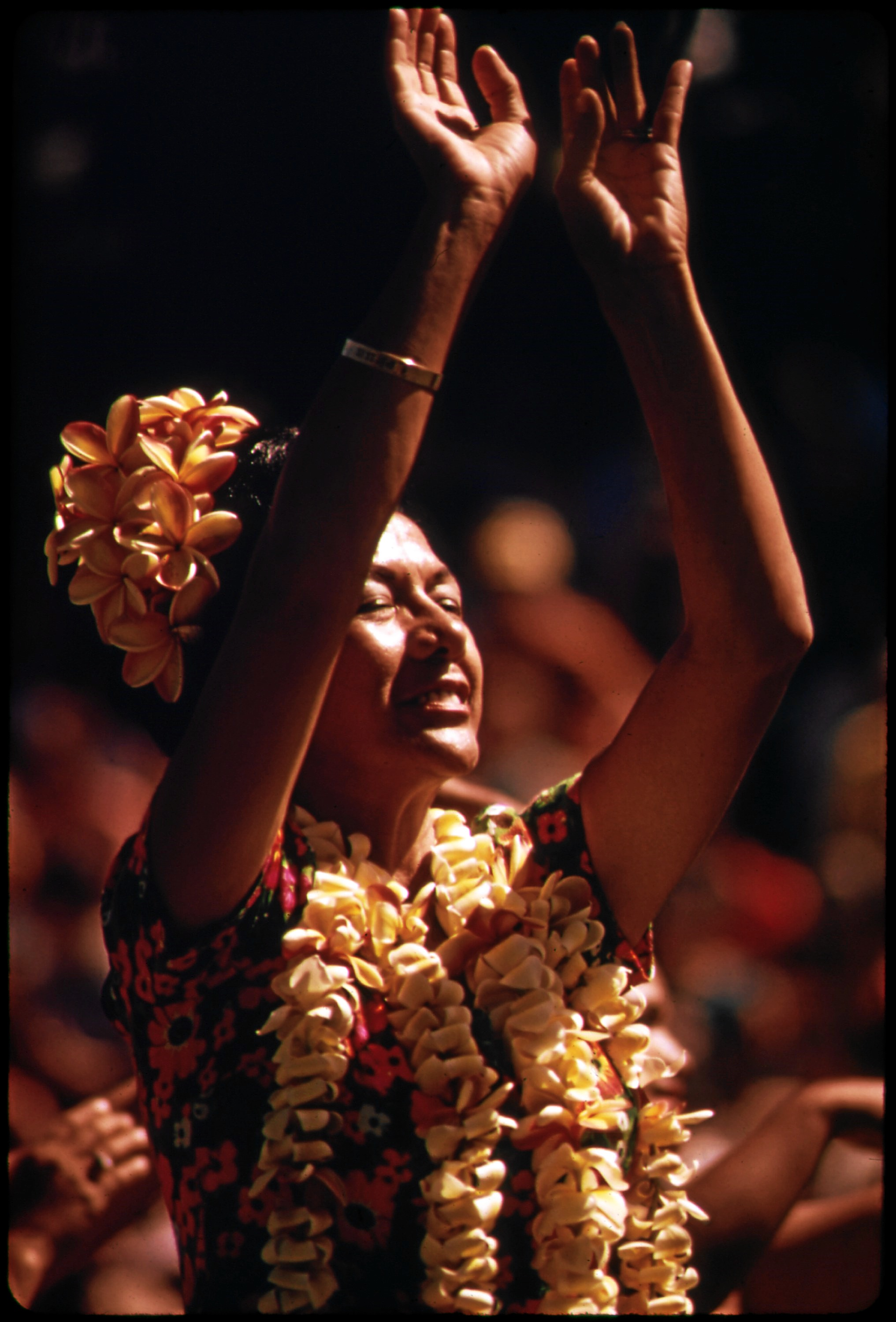
امرأة هاواي في الوقت الحاضر تؤدي رقصة الهولا.

## نساء هاواي المهمات
تشتهر الملكة ريجنت كاهمانو بإلغاء نظام كابو الذي كانت هاواي تحته في السابق وسمحت للمبشرين الكالفينيين بتحويل سكان هاواي. يرجع الفضل إلى كاهومانو في التغلب على دين بأكمله وتغيير أمة في جيل واحد. من النساء البارزات في هاواي الملكة ليليوكالاني التي كانت أول ملكة في هاواي. كما أسست جمعية ليليوكالاني التعليمية. مما ساعد فتيات هاواي أخريات على تلقي التعليم. كانت هؤلاء الفتيات أساسًا أيتامًا جاؤوا من أسباب ظهرهم المؤسفة.

## مراجع

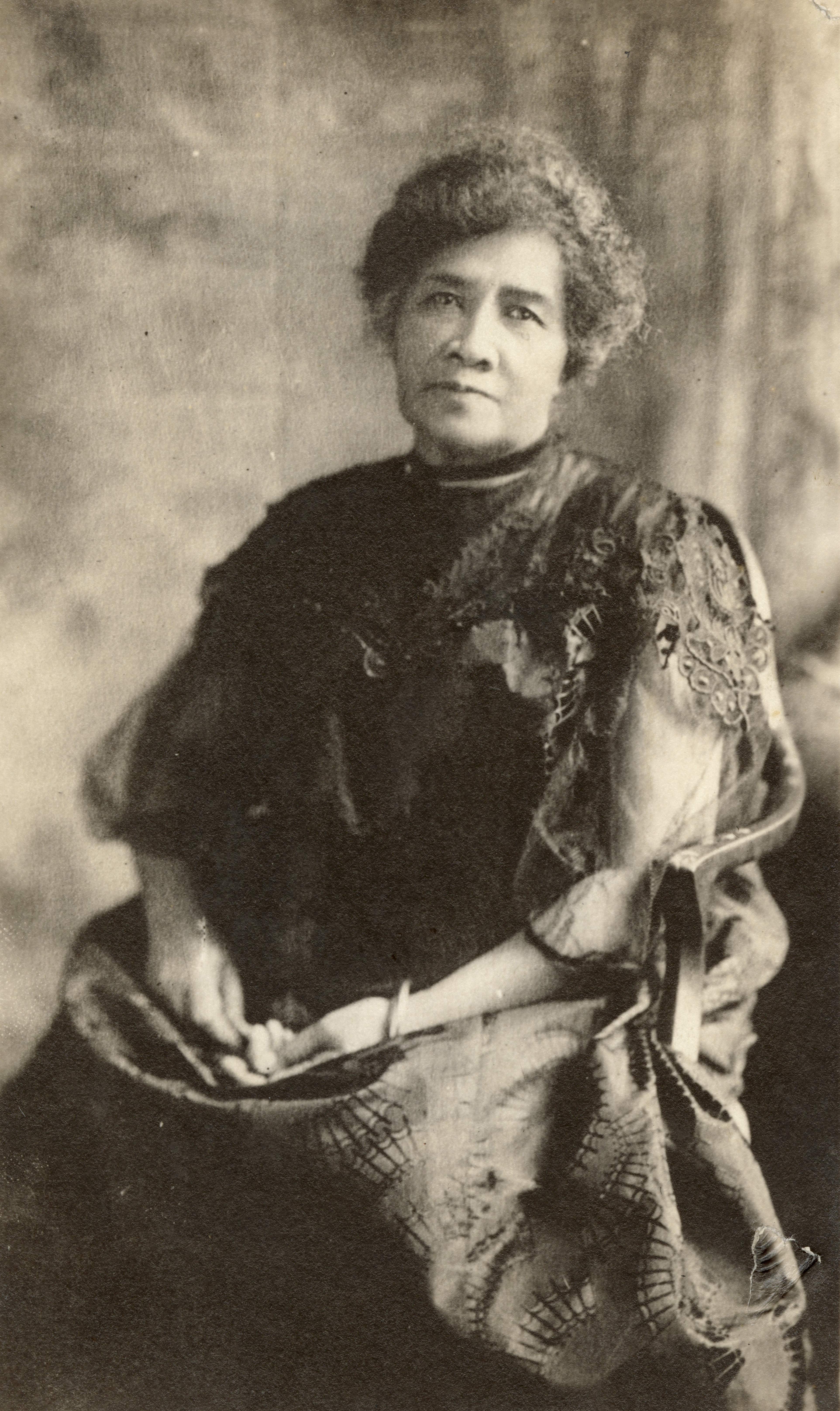
الملكة ليليوكالاني.